# Nomosphecia zebropuncta
Nomosphecia zebropuncta är en stekelart som först beskrevs av Gupta 1962.  Nomosphecia zebropuncta ingår i släktet Nomosphecia och familjen brokparasitsteklar. Inga underarter finns listade i Catalogue of Life.